# Київська казка

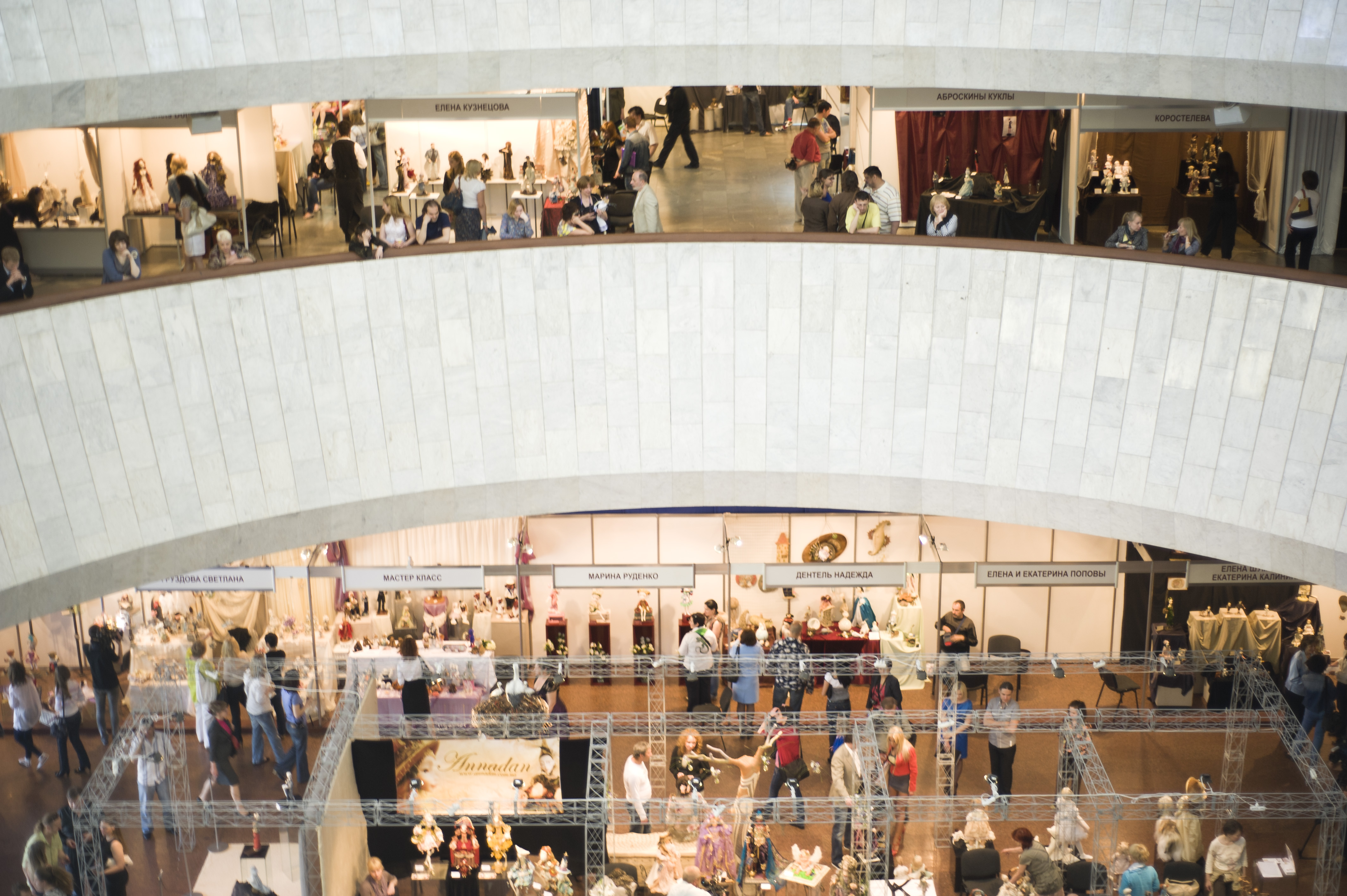
Київська Казка в Українському Домі (експозиція)

«Київська казка» — міжнародний Салон авторської ляльки у Києві, спрямований на популяризацію мистецтва авторської ляльки в Україні.
Одна з найбільших в Європі виставок, присвячених мистецтву авторської ляльки.
Щороку о другій половині травня Салон знайомить киян та гостей столиці з найширшим діапазоном робіт, що виявляють тенденції і вектор розвитку мистецтва ляльки, демонструючи нові колекції художників з різних країн, експозиції творчих об'єднань, галерей, шкіл та музеїв.
Автором ідеї та концепції Салону «Київська Казка» є Антон Сазонов, громадський діяч, президент Асоціації «Мир. Краса. Культура.», соціальний підприємець, колекціонер, галерист та меценат.
Київська казка - унікальний за красою та видовищністю виставковий проєкт, що об'єднує в експозиції тисячі авторських ляльок, ведмедиків Тедді та мініатюр понад 400 художників з різних країн світу на центральних та найпрестижніших виставкових майданчиках (Мистецький Арсенал, Український Дім). Салон вже по праву зайняв місце головної культурної події весни в столиці Україні.
Культурна подія такого рівня, присвячена авторським лялькам та іграшкам, є унікальною для України за своєю виставковою та культурно-розважальною програмою і стала гідним регулярним місцем зустрічі для майстрів, колекціонерів і шанувальників цього виду мистецтва з різних країн.
Щорічно Салон відвідують понад 40000-45000 відвідувачів.

## Програма Салону
Виставкова програма Салону складається з декількох блоків:
- Авторські експозиції майстрів художньої ляльки, антикварні ляльки, а також роботи творчих об'єднань, експозиції тематичних галерей. Серед виставкової експозиції можна побачити ляльок всесвітньо визнаних класиків сучасного мистецтва і роботи молодих художників.
- Виставка-ярмарок авторських ведмедиків Тедді та їхніх друзів, в якій представлені художники-теддісти з різних країн світу;
- Міжнародний виставковий проєкт "Ляльки Світу", представлений дипломатичними представництвами різних країн, в якому експонуються авторські роботи відомих майстрів з різних країн, які допомагають відвідувачам Салону доторкнутися до культури народів світу, відчути їх яскравість і самобутність у калейдоскопі Світової культурної спадщини;
- Міжнародний благодійний проєкт "Зіркові Ляльки творять Добро!", В рамках якого яскраві особистості (зірки шоу-бізнесу, музиканти і виконавці, кутюр'є, актори кіно, телеведучі та інші творчі особистості) сучасної України та інших країн представляють власні роботи, а також створені у співдружності з відомими майстрами. Завдяки "Зірковим лялькам" збираються кошти під час благодійного аукціону для реалізації соціальних, освітніх та культурно-просвітницьких програм для дітей та молоді із соціально незахищених верств населення України.

## Майстер-класи та лекції
В рамках кожного Салону проводяться тематичні лекції та майстер-класи з декорування і виготовлення ляльки та ведмедиків Тедді від визнаних майстрів лялькового мистецтва.

## Найбільша лялька в Світі
21 травня 2011 на Європейській площі в рамках проведення 2го міжнародного Салону «Київська Казка» була створена найбільша лялька у світі на ім'я «Веселинка» в образі українки висотою 21,5 метрів.

## Конкурсна програма Салону
Щорічно на Салоні «Київська Казка» присуджуються премії найкращим художникам-лялькарям і теддістам: Гран-прі «Найкращий художник-лялькар» і «Найкращий Тедді-майстер», Приз глядацьких симпатій для лялькарів і теддістів (присуджується з 2011 року). З 2012 року введено ще кілька додаткових спеціалізованих номінацій для художників-лялькарів і теддістів.
Гран Прі «Найкращий художник лялькар»
- 2010 - Катерина та Олена Попови (Україна)
- 2011 - Оксана Остапчук (Україна)
Гран-Прі «Найкращий Тедді-майстер»
- 2010 - Ірина Лі (Україна)
- 2011 - Ірина Трушковська (Україна)
Приз глядацьких симпатій: Ляльки
- 2011 - Тамара Півнюк (Україна)
Приз глядацьких симпатій: Тедді
- 2011 - Ірина Дубчак (Україна)